# 百富酒廠

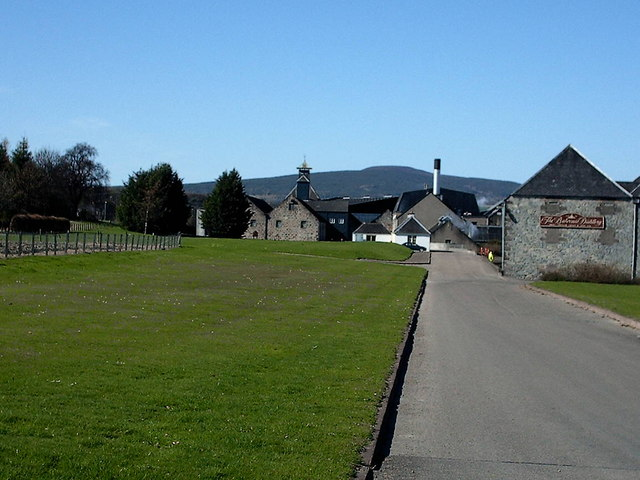
百富酒廠

百富酒廠（英語：Balvenie distillery）是位於蘇格蘭達夫鎮的斯佩塞單一麥芽蘇格蘭威士忌酒廠，由威廉格蘭特父子公司所有。

## 歷史
威廉·格蘭特於1839年12月19日出生在位於達夫鎮的他父親家中。七歲時，他開始在德弗倫河上游的一個農場放牛。他曾在鞋匠那里當過學徒，後來當過文員，然後在1866年成為慕赫酒廠的簿記員。在那裡，他被任命為文員，然後被任命為經理，並學習了蒸餾技術。
大約二十年後，格蘭特辭去了他在慕赫酒廠的工作，並在百富城堡附近買了一塊田地。隨後，他為他的酒廠製定了計劃，並在1886年的秋天奠基。
格蘭特一直活躍在公司，直到他在1923年去世，享年83歲。
1892年初，開始將一座18世紀的豪宅（百富新宅）改造成酒廠。該建築耗時15個月才完工，1893年5月1日，百富酒廠進行了第一次蒸餾。
百富的麥芽大師大衛·斯圖爾特員佐是業內最有經驗的專家之一，並於1962年開始與威廉格蘭特父子公司合作。他最著名的可能是他是第一個創造了後來被稱為過桶工藝的人，這是威士忌在一種橡木桶中熟化的工藝，例如前波本桶，然後轉移到另一種橡木桶中（例如前雪莉酒、波特酒或朗姆酒），從而使威士忌的最終風味更加濃郁和複雜。2016年7月5日，他從伊麗莎白二世女王那裡獲得了員佐勳章，以表彰他對蘇格蘭威士忌行業的貢獻。

## 在媒體
2007年，百富前任全球品牌大使大衛·萊爾德推出了一部關於麥芽威士忌製作的線上紀錄片系列，該系列是在百富酒廠及其周圍拍攝的。

## 威士忌
百富以生產單一麥芽威士忌的傳統批量處理工藝釀造威士忌。首選使用當地種植的大麥，並儘可能使用地板發麥。在蘇格蘭的120多家酒廠中，百富是僅有的七家擁有自己的發麥地板的酒廠之一。唯一一家仍在現場進行所有5種稀有工藝的酒廠（種植大麥、发芽大麥、現場铜匠、現場製桶和百富麥芽大師大衛·C·斯圖爾特）。

## 獎項
一些百富的產品在烈酒評級比賽中獲獎。在2006-2012年舊金山世界烈酒大賽上，百富15年單一雪莉桶單一麥芽威士忌獲得：金獎、銀獎、金獎、銀獎、雙金獎。百富波特桶21年單一麥芽威士忌在2012年獲得雙金——這是它在該比賽中獲得評級的最後一年。在2006年國際烈酒挑戰賽上，百富的產品集體獲得了自比賽開始以來任何一年中所有品牌的最大金獎。
其他著名獎項：
- 2013年世界威士忌獎：百富30年單一麥芽威士忌 — 最佳斯佩塞單一麥芽威士忌[6]
- 2009年國際烈酒挑戰賽：百富波特桶21年單一麥芽威士忌 — 金獎
- 2009年國際葡萄酒與烈酒大賽：百富波特桶21年單一麥芽威士忌 — 同類最佳
- 2008年國際烈酒挑戰賽：百富簽名款12年威士忌 — 金獎
- 2008年國際葡萄酒與烈酒大賽：百富波特桶21年單一麥芽威士忌 — 金獎、百富復古1974號桶 — 金獎、百富復古1974號桶 — 同類最佳
- 2008年蘇格蘭威士忌大師賽：百富波特桶21年單一麥芽威士忌 — 金獎
- 2008年舊金山世界烈酒大賽：百富15年單一雪莉桶單一麥芽威士忌 — 金獎、百富17年雪莉橡木單一麥芽威士忌 — 金獎
- 2008年世界威士忌獎：百富17年雪莉橡木單一麥芽威士忌 — 斯佩塞類冠軍

## 外部連結
- 官方网站